# Elsenz
 (janvier 2016).
Si vous disposez d'ouvrages ou d'articles de référence ou si vous connaissez des sites web de qualité traitant du thème abordé ici, merci de compléter l'article en donnant les références utiles à sa vérifiabilité et en les liant à la section « Notes et références ».
L'Elsenz est une rivière, située dans le land de Bade-Wurtemberg, en Allemagne. D'une longueur de 53 km, elle est un affluent du Neckar et donc un sous-affluent du Rhin.